# Leif Christersson
Leif Christersson (ur. 22 stycznia 1932, zm. 13 grudnia 2000) – szwedzki lekkoatleta, sprinter, medalista mistrzostw Europy z 1950.
Zdobył brązowy medal w sztafecie 4 × 100 metrów na mistrzostwach Europy w 1950 w Brukseli. Sztafeta szwedzka biegła w zestawieniu: Göte Kjellberg, Christersson, Stig Danielsson i Hans Rydén. Christersson startował na tych mistrzostwach również w biegu na 100 metrów, ale odpadł w eliminacjach.
Był mistrzem Szwecji w biegu na 100 metrów w 1950 oraz mistrzem w biegu na 200 metrów i wicemistrzem w biegu na 100 metrów w 1951.